# My Super Psycho Sweet 16
My Super Psycho Sweet 16 ist ein US-amerikanischer Slasherfilm aus dem Jahr 2009. Der Fernsehfilm ist eine Eigenproduktion des MTV Networks und basiert auf dessen Reality-TV-Show My Super Sweet 16.

## Handlung
Madison Penrose kann ihre Eltern überreden, eine Skaterbahn wiederzueröffnen und dort ihren 16. Geburtstag zu feiern. Die Bahn wurde zehn Jahre zuvor nach einer brutalen Mordserie geschlossen. Damals gehörte die Bahn dem Vater von Skye Rotter, der die damaligen Verbrechen begangen hatte. Dieser sucht nun auch Madisons Geburtstagsfeier heim und tötet die Anwesenden. Einzig Skye, die nicht eingeladen war, sich aber heimlich auf die Feier begab, überlebt und verlässt am Ende des Films die Stadt.

## Erstausstrahlung
My Super Psycho Sweet 16 erlebte seine Erstausstrahlung am 23. Oktober 2009 auf MTV. Auf DVD erschien der Film in einer längeren, ungekürzten Fassung am 18. Oktober 2010, unmittelbar vor der Erstausstrahlung der ersten Fortsetzung.
Im deutschsprachigen Fernsehen lief der Film in der Nacht vom 29. auf den 30. Oktober 2010 auf MTV Germany.

## Fortsetzungen
- 2010: My Super Psycho Sweet 16 2
- 2012: My Super Psycho Sweet 16 3